# 파스칼 휴튼
패스칼 허턴(Pascale Hutton, 1979년 6월 14일 ~ )은 캐나다의 배우이다.

## 출연 작품
- 특수기동대 3: 언더 시즈 (2017년)
- 언스포큰 (2015년)
- 베헤모스: 괴물의 습격 (2011, Behemoth) - 에밀리 역
- 아프칸 솔져스 (2011년)
- 추수감사절 구하기 (2010년) - 베카 역
- 캣츠 앤 독스 2 (2010년)
- 토네이도 밸리 (2009년) - 엘리 역
- 트라이얼 바이 파이어 (2008년)
- 아트 오브 워 2 (2008년)
- 재난지대 - 뉴욕의 화산 (2006년)
- 카오스 (2005년)
- 칙스 위드 스틱스 (2004년)
- 진저 스냅 2 (2004년)

### 텔레비전
- 스몰빌 (2005-06)
- 트래블러 (2007) - 킴 도허티 역
- The 4400 (2007)
- 플래시포인트 (2008-09)
- 호프 밸리 (2014-현재)